# ريبيكا نايلور هازارد
ريبيكا نايلور هازارد (بالإنجليزية: Rebecca Naylor Hazard)‏ هي سفرجات وكاتِبة أمريكية، ولدت في 1826، وتوفيت في 1912.